# Blepharis inaequalis
Blepharis inaequalis är en akantusväxtart som beskrevs av C. B. Cl.. Blepharis inaequalis ingår i släktet Blepharis och familjen akantusväxter. Inga underarter finns listade i Catalogue of Life.